# Basilique San Vitale de Rome
Pour les articles homonymes, voir Basilique San Vitale (Ravenne).
La basilique paléochrétienne impériale des Saints Martyrs Vitale, Valérie, Gervasio et Protasio (en français basilique Saint-Vital) connue plus communément sous le nom de basilique San Vitale et Compagni Martiri à Fovea (paroisse romaine) ou plus simplement sous le nom de San Vitale al Quirinale. Il s'agit du plus ancien lieu de culte catholique du centre historique de Rome, situé via Nazionale. La basilique impériale de San Vitale al Quirinale, construite sous le pontificat du pape Sirice après 386 et consacrée et richement décorée par le pape Innocent en 402 (Luigi Hutter et Vincenzo Golzino) est la première basilique chrétienne publique dotée d'un baptistère (toujours introuvable) introuvable. fondée sur des temples païens préexistants, mentionnés dans le Liber pontificalis, construits par l'empereur Théodose à la demande de saint Ambroise de Milan, en l'honneur de la découverte miraculeuse des corps des martyrs Gervasius et Protasius à Milan. C'est la basilique la plus ornée de fresques de Rome.

## Historique
C'est une basilique qui tire son origine d'un oratoire remontant au IVe siècle et dédié au saint Gervais et saint Protais, martyrs d'origine milanaise, fils de saint Vitale. Vers la fin du siècle, la pieuse matrone Vestine laisse tous ses avoirs à l'oratoire, qui fut restructuré en basilique à trois nefs et consacrée par le pape Innocent Ier en 402. Ce furent des prêtres du titre « Vestinæ » qui souscrivirent les actes du synode romain de 499, tandis que dans la souscription du synode de 595 apparaît l’appellatif « Sancti Vitalis ». Elle fut restaurée et dotée de riches dons du pape Léon III, nouvellement restaurée à l'époque médiévale, et complètement refaite par les papes Sixte IV (1475) et Clément VIII (1595) : ces dernières interventions ont réduit l'église à une seule nef, à la place des trois originales, et portèrent à la disparition du portique, fermé et réduit au vestibule de l'église. En 1859, Pie IX fit construire l'escalier d'accès caractéristique et qui est en descente à cause de la surélévation de la route à la suite de la construction de la voie Nationale. Des travaux effectués en 1937-38 ont remis au jour le portique originel.
Le titre cardinalice, supprimé en 1595, est restauré par Léon XIII en 1880, qui érigea la basilique en paroisse, également, en 1884.

## Art et architecture
La façade présente un portique, d'époque paléochrétienne, à cinq arches sur colonnes avec des chapiteaux du Ve siècle. Cinq autres colonnes leur répondaient sur la façade mais elles sont aujourd'hui murées. Le portail d'entrée présente une inscription et l’emblème de Sixte IV, ainsi que de précieux battants de porte sculptés au début du XVIIe siècle.
L'intérieur est à une nef avec abside et a été restauré en 1859, alors que le pavement et le plafond sont d'époque récente (1934). Sur les côtés, il y a quatre autel, deux par côtés, provenant de l'église du Ve siècle. Dans le transept, il y a des fresques de Agostino Ciampelli représentant la lapidation et le martyre de saint Vitale. D'autres fresques, représentant des histoires de martyrs et de prophètes, sont de Tarquinio Ligustri et de Andrea Comodo.
Au-dessus de l'entrée il y a une « cantoria », soutenue par deux colonnes d'ordre corinthien, qui accueille un orgue datant de 1931 et construit par les frères Schimicci.

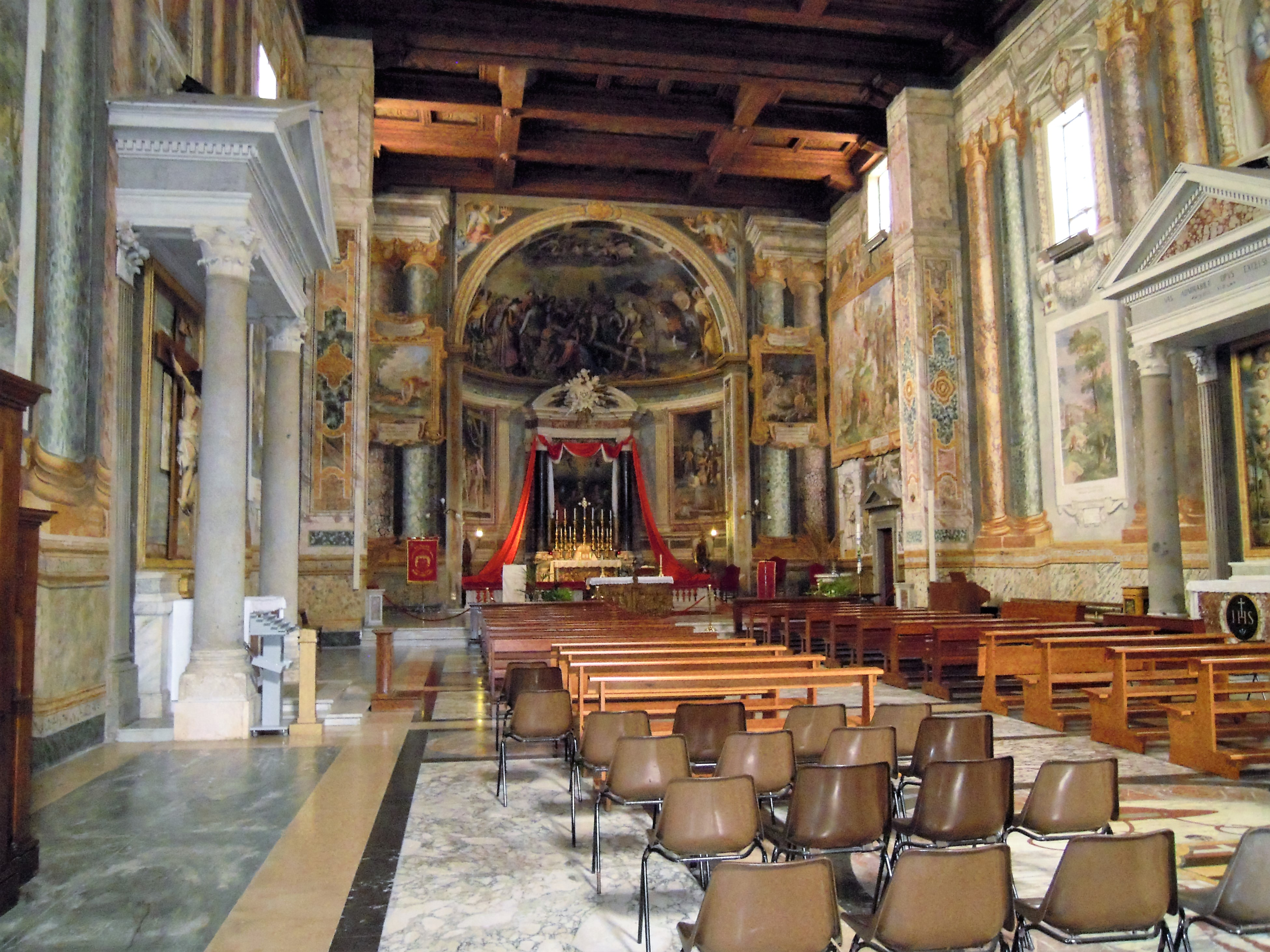
Intérieur
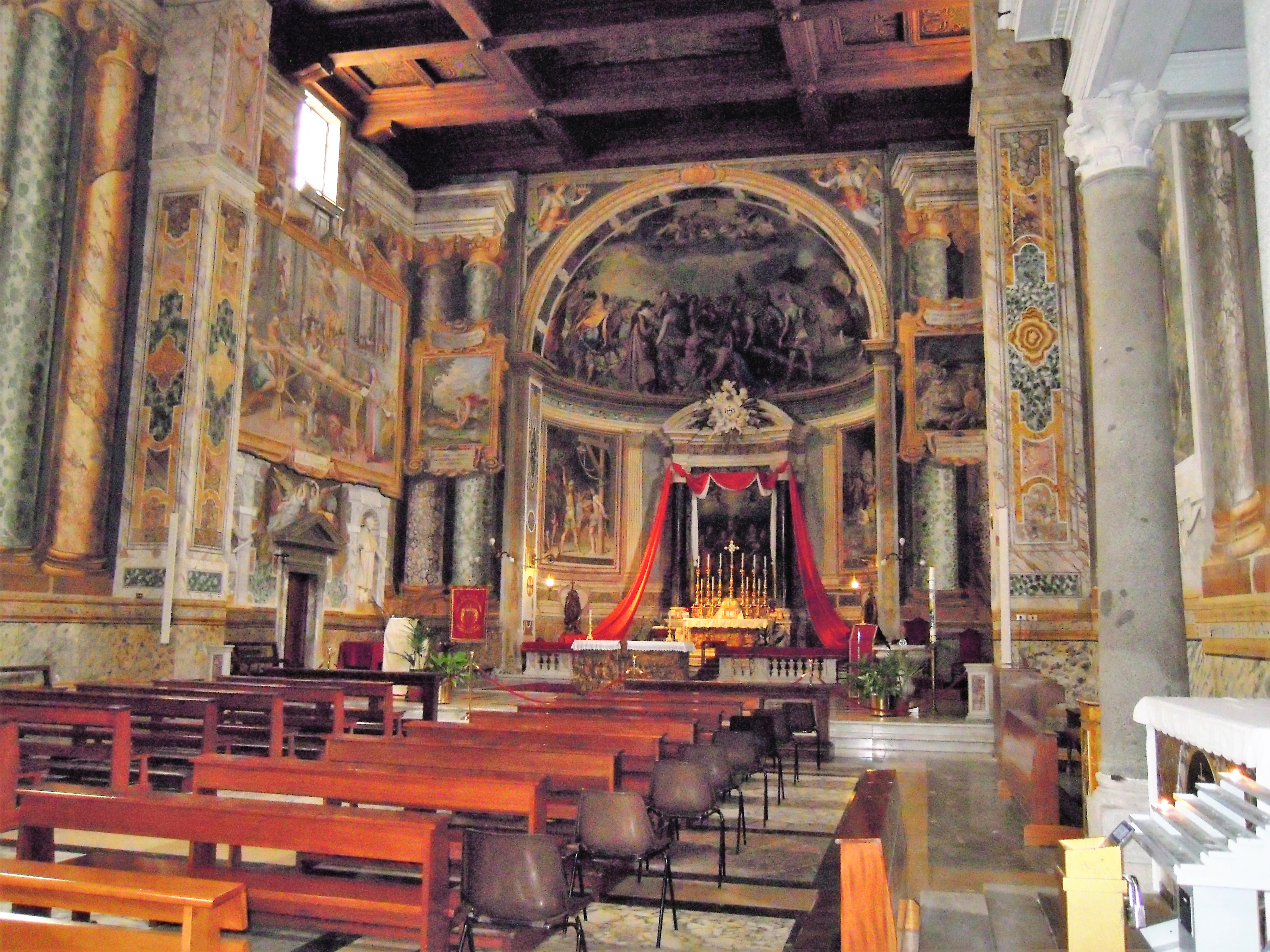
Autre vue
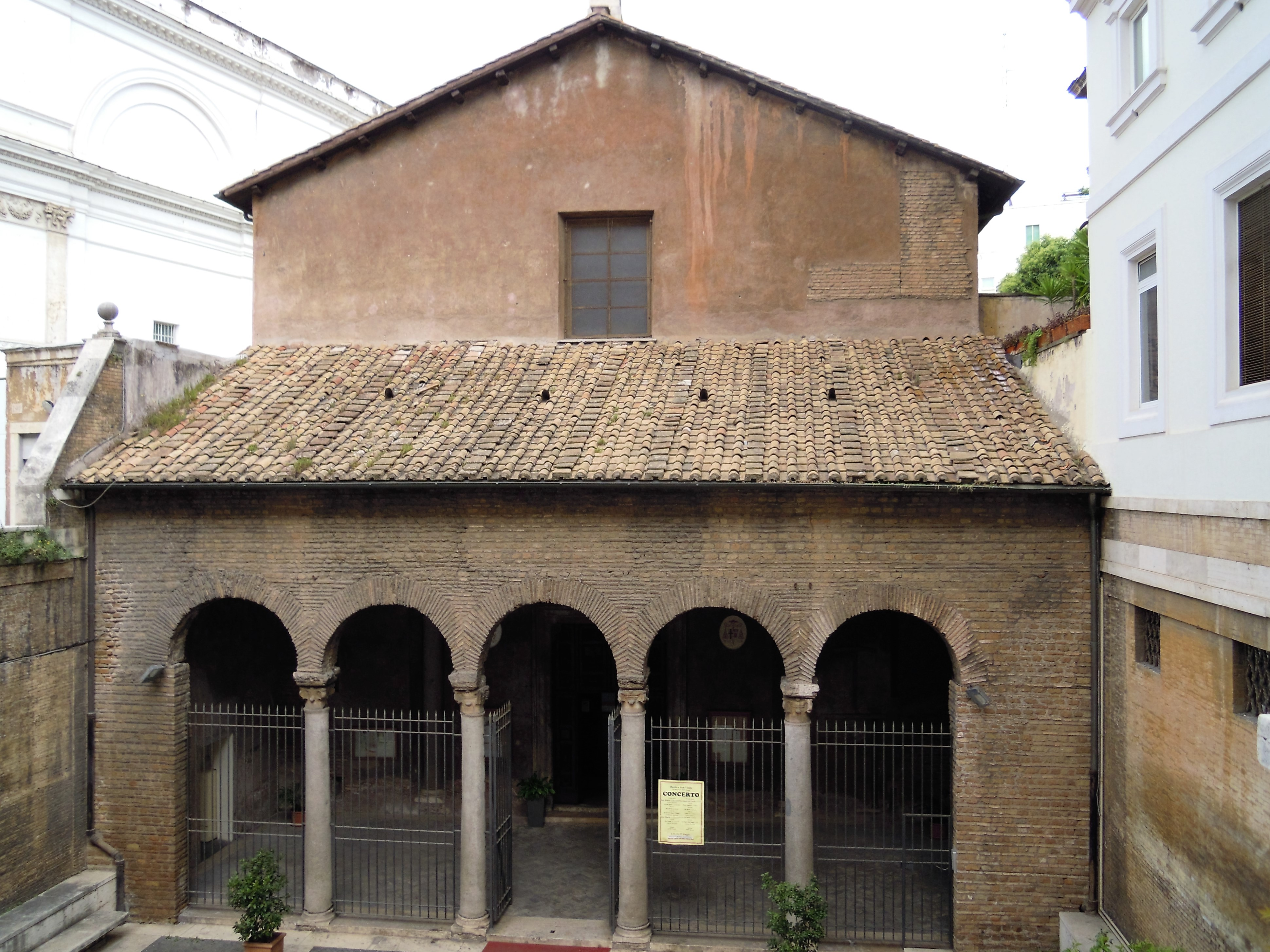
Façade
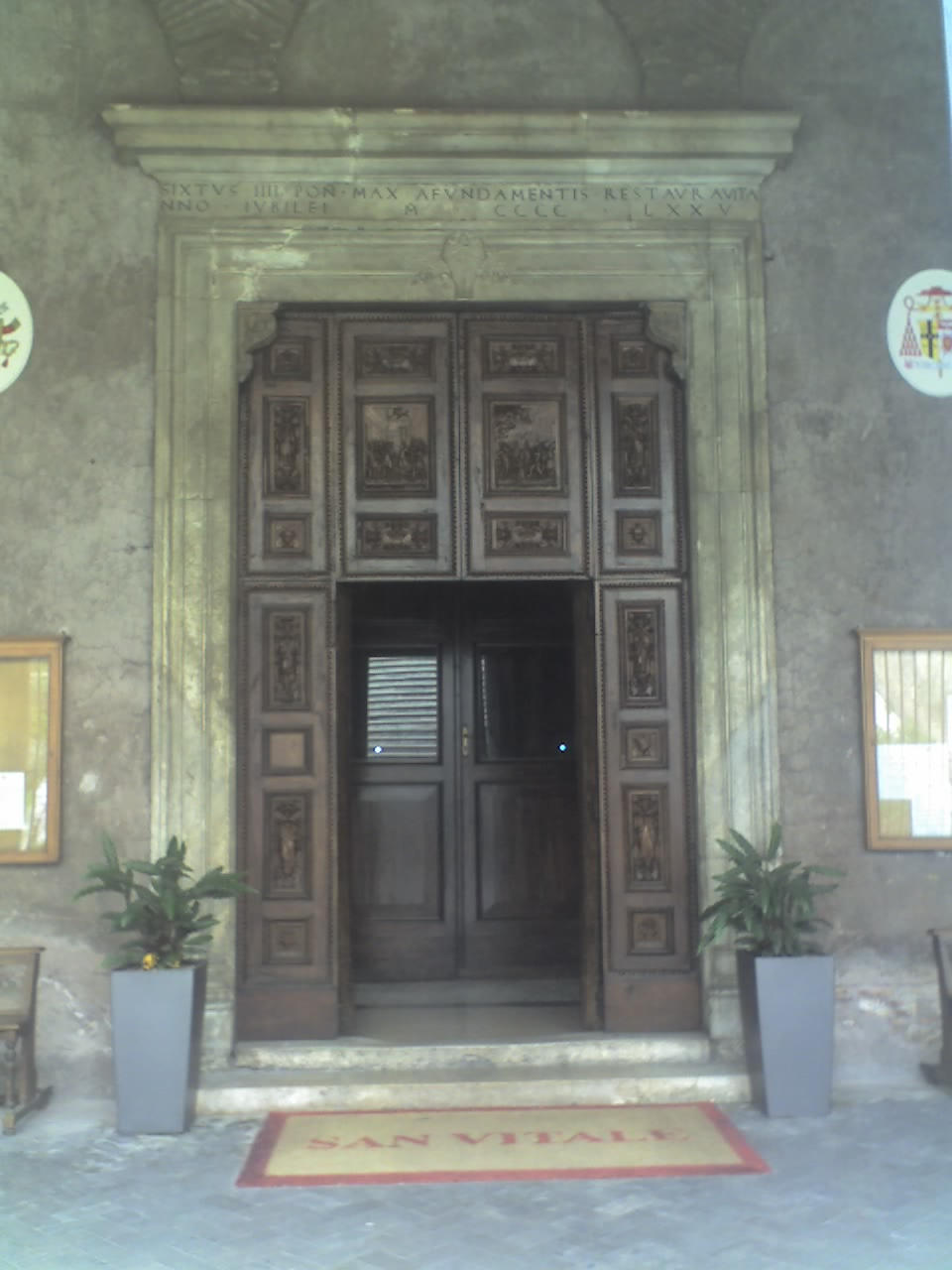
Porte d'entrée

## Fait divers
Le 15 septembre 2016 la basilique fut victime d'un acte de vandalisme perpétré par un Ghanéen. Quatre statues ont été détruites ainsi qu'un crucifix. Cet acte, filmé, s'inscrit dans une série de plusieurs attaques d'églises menées par le même homme.

## Accès
- Repubblica - Teatro dell'Opera (métro de Rome)